# Будинок міської думи (Вінниця)
Будинок міської думи – пам'ятка архітектури та містобудування місцевого значення (охоронний номер 24-М від 14.02.1991). Розташований за адресою: м. Вінниця, вул. Соборна, 67.

## Історія
Необхідність будівництва у Вінниці нового будинку міської думи виникла після того, як у 1909 році будинок, в якому міська влада працювала раніше, був переданий Окружному суду. У квітні 1910 року міською владою для будівництва було придбано земельну ділянку по вул. Поштовій.
Після побудови, на першому поверсі будівлі був розміщений міський банк, на другому – міська управа, а на третьому знаходилась зала для засідань депутатів, яка отримала назву «Білої».
У цій залі відбувалися визначні для Української держави події: наради Директорії УНР, перемовини керівництва УНР із головою ЗУНР Євгеном Петрушевичем восени 1919 року та лідером Польської республіки Юзефом Пілсудським у травні 1920 року. 
В будинку думи працював державний та громадський діяч Дмитро Маркович.
Після визволення міста від нацистської окупації будівлю використовували  керівництво цукрового тресту і обласного постачального об'єднання. 
За часів незалежності у частині приміщень розташовувалася Вінницька торгово-промислова палата.
Наразі будівля перебуває у комунальній власності міста. 

## Архітектура
Створений за проектом Григорія Артинова будинок був зведений у стилі модернізованого ампіру, має три поверхи та Г-подібну форму.
Під час проектування Г. Артинов застовував новітні ідеї, модернізувавши деталі класицизму й античності.
Фасадна стіна першого поверху була оформлена рустами,  два верхні поверхи об’єднані ордером з класичними напівколонами. Центральна частина фасаду обладнана у грецькій традиції. 
У декорі була застосована міська геральдика: герб міста над вікнами першого поверху, збільшений герб та дати початку функціонування міської думи і будівництва будинку (1870 та 1911) – в центральній частині фасаду над вікнами другого поверху.